# Wild Man Fischer
Larry "Wild Man" Fischer, właściwe Lawrence Wayne Fischer (ur. 6 listopada 1944 w Los Angeles, zm. 16 czerwca 2011) – muzyk samouk, autor piosenek, współpracował z Frankiem Zappą.

## Życiorys
Fischer przez całe życie żył na peryferiach społeczeństwa borykając się z chorobą psychiczną. W wieku 16 lat był hospitalizowany w szpitalu psychiatrycznym po tym, jak zaatakował matkę nożem. Muzyka Wild Man Fischer jest prawie całkowicie autobiograficzna i pełni rolę ekwiwalentu dla terapii medycznej, której Fischer starał się unikać. Zdarzenie z matką stało się tematem okładki pierwszego albumu "An Evening With Wild Man Fischer" wyprodukowanego i wydanego przez Franka Zappę w 1968 roku.
W 1980 roku Fischer pracował z Artem i Artim Barnes z którymi wyprodukował dwa albumy Pronounced Normal (1981) oraz Nothing Scary (1984).
Stał się bohaterem komiksu The Legend Of Wild Man Fischer Dennisa Eichorna i J.R. Williamsa opublikowanego w 2004.–